# Caraula
Caraula è un comune della Romania di 2517 abitanti, ubicato nel distretto di Dolj, nella regione storica dell'Oltenia.